# Anna Carena
Anna Carena, née à Milan le 30 janvier 1899 et morte dans la même ville le 15 avril 1990) est une actrice italienne. Elle est apparue dans plus de trente films de 1941 à 1983. 

## Filmographie partielle
- 1941 : La Farce tragique (La cena delle beffe) d'Alessandro Blasetti : l'épouse du tavernier
- 1941 : Le Mariage de minuit (Piccolo mondo antico) de Mario Soldati : Carlotta
- 1941 : Oui madame (Sissignora) de Ferdinando Maria Poggioli : bonne sœur
- 1942 : Quatre Pas dans les nuages (Quattro passi tra le nuvole) d'Alessandro Blasetti : l'institutrice
- 1942 : Signorinette de Luigi Zampa
- 1950 : Le Moulin du Pô (Il mulino del Po) d'Alberto Lattuada : L'Argia
- 1951 : Ha fatto 13 (it) de Carlo Manzoni
- 1951 : Miracle à Milan (Miracolo a Milano) de Vittorio De Sica et Cesare Zavattini
- 1951 : Totò e i re di Roma de Mario Monicelli et Steno
- 1952 : Le Manteau (Il cappotto) d'Alberto Lattuada
- 1952 : Heureuse Époque (Altri tempi - Zibaldone n. 1) d'Alessandro Blasetti
- 1953 : La Dame sans camélia (La signora senza camelie) de Michelangelo Antonioni
- 1954 : Café chantant de Camillo Mastrocinque
- 1955 : L'ultimo amante de Mario Mattoli
- 1956 : La Chance d'être femme (La fortuna di essere donna) d'Alessandro Blasetti
- 1963 : Il maestro di Vigevano d'Elio Petri
- 1970 : Les Fleurs du soleil (I girasoli) de Vittorio De Sica
- 1972 : Une bonne planque (Bianco, rosso e...) d'Alberto Lattuada
- 1973 : Una breve vacanza de Vittorio De Sica